# Список заповідників Криму

## Природні і біосферні заповідники
Скопійовано з Список заповідників України
На території України нараховується 21 заповідник, з яких 4 — біосферні заповідники и 17 — природних заповідників.
| Назва                                                   | Рік створення | Площа, га | Область | Координати |
| ------------------------------------------------------- | ------------- | --------- | ------- | ---------- |
| Казантипський заповідник                                | 1998          | 450,1     | АР Крим |            |
| Карадазький заповідник                                  | 1979          | 2874,17   | АР Крим |            |
| Кримський природний заповідник Філіал: Лебедині острови | 1923          | 44175,5   | АР Крим |            |
| Мис Мартьян, заповідник                                 | 1973          | 240       | АР Крим |            |
| Опуцький природний заповідник                           | 1998          | 1592,3    | АР Крим |            |
| Ялтинський гірсько-лісовий природний заповідник         | 1973          | 14523     | АР Крим |            |

## Історико-культурні заповідники
Скопійовано з Список історико-культурних заповідників України
| №                         | Назва заповідника | Адреса                                             | Дата створення |
| ------------------------- | --- | -------------------------------------------------- | -------------- |
| Севастополь               | |                                                    |                |
| 6                         | Національний заповідник «Херсонес Таврійський»                                                                       | вул. Древня, 1                                     | 08.02.1994     |
| Автономна Республіка Крим | |                                                    |                |
| 7                         | Державний історико-культурний заповідник в м. Керч                                                                   | м. Керч, вул. Свердлова, 7 (вул. Айвазовського, 5) | 05.03.1987     |
| 8                         | Державний історико-культурний заповідник в м. Бахчисарай                                                             | м. Бахчисарай вул. Річна, 133                      | 08.09.1990     |
| 9                         | Державний палацово-парковий музей-заповідник в м. Алупка                                                             | м. Алупка Дворцове шосе, 10                        | 08.09.1990     |
| 10                        | Державний архітектурно-історичний заповідник «Судакська фортеця» (філіал Національного заповідника «Софія Київська») | м. Судак                                           | 1928           |
| 11                        | Республіканський історико-археологічний заповідник «Калос Лімен»                                                     | смт Чорноморське                                   |                |
| 12                        | Історико-культурний заповідник «Старий Крим»                                                                         | Кіровський район, м. Старий Крим                   |                |